# آندری راژولینا
آندری نیرینا راجولینا (انگلیسی: Andry Nirina Rajoelina (مالاگاسی:‎/ˈɑːndriː rɑːdʒoʊiːˈliːnɑː/‎,زاده ۳۰ مه ۱۹۷۴)) ; یک سیاستمدار و تاجر مالاگاسی است که از سال ۲۰۲۳ به عنوان رئیس‌جمهور ماداگاسکار خدمت می‌کند. او قبلاً از سال ۲۰۱۹ تا ۲۰۲۳ به عنوان رئیس‌جمهور خدمت کرده‌است و از سال ۲۰۰۹ تا ۲۰۱۴ رئیس دولت موقت پس از یک بحران سیاسی و کودتای مورد حمایت ارتش بوده‌است. یک سال پیش از آن سمت شهردار آنتاناناریوو را بر عهده داشت. قبل از ورود به عرصه سیاسی، راجولینا در بخش خصوصی از جمله یک شرکت چاپ و تبلیغات به نام Injet در سال ۱۹۹۹ و شبکه‌های رادیویی و تلویزیونی Viva در سال ۲۰۰۷ فعالیت داشت.